# Gopalaswamy Mahendraraja
Gopalaswamy Mahendraraja (* 1956 – 28. Dezember 1994), auch bekannt als Mahattaya, war ein Mitglied der Befreiungstiger von Tamil Eelam, das getötet wurde, weil es vertrauliche Informationen an den indischen Geheimdienst R&AW weitergegeben hatte.

## Privatleben
Gopalaswamy Mahendraraja war mit Velupillai Prabhakaran, dem ehemaligen LTTE-Führer, verwandt. Er wurde in Point Pedro geboren.

## LTTE
Mahattaya schloss sich 1978 der LTTE an. Im Jahr 1987 wurde er stellvertretender Führer der LTTE, und 1989 wurde er Vorsitzender der kurzlebigen Volksfront der Befreiungstiger, einer von der LTTE gegründeten politischen Partei. Mahattaya leitete die meisten Anschläge der LTTE, als Prabhakaran bis 1986 in Indien war. Mahattaya wurde von Prabhakaran nach Jaffna geschickt, um den Konflikt zwischen der LTTE und der Universität von Jaffna zu untersuchen, der 1986 entstand, als der Universitätsstudent Vijetharan von der Kittu-Gruppe entführt und getötet wurde. Prabhakaran kehrte Ende 1986 nach Jaffna zurück. Mahattaya war zeitweise stellvertretender Befehlshaber der LTTE.
Athira, die 18. Angeklagte im Fall des Rajiv-Gandhi-Attentats, gestand, dass sie den Auftrag hatte, in Tamil Nadu Informationen zu sammeln und diese an Mahattaya weiterzugeben. Mehrere investigative Journalisten schlugen vor, dass Mahattaya der Hauptverschwörer im Rajiv-Gandhi-Attentat sein könnte und möglicherweise als Söldner arbeitete.
Velupillai Prabhakaran und Pottu Amman fanden heraus, dass er Informationen an den indischen Geheimdienst R&AW weitergab, was den indischen Friedenstruppen (IPKF) half, LTTE-Stützpunkte zu zerstören. Die Mahattaya-Gruppe war für ihre gut geplanten Anschläge bekannt. 1993 wurde er von der LTTE in Gewahrsam genommen. Er wurde am 28. Dezember 1994 von der LTTE hingerichtet.